# Liechtenstein i olympiska sommarspelen 1948
Liechtenstein deltog med 2 deltagare vid de olympiska sommarspelen 1948 i London. Ingen av landets deltagare erövrade någon medalj.